# Cibla
Cibla (ryska: Цибла) är en kommunhuvudort i Lettland.   Den ligger i kommunen Ciblas novads, i den östra delen av landet, 240 km öster om huvudstaden Riga. Cibla ligger 118 meter över havet och antalet invånare är 287.
Terrängen runt Cibla är platt. Runt Cibla är det mycket glesbefolkat, med 6 invånare per kvadratkilometer. Närmaste större samhälle är Ludza, 10,1 km väster om Cibla. Omgivningarna runt Cibla är en mosaik av jordbruksmark och naturlig växtlighet.